# Willi Cicci
Willi Cicci es un personaje ficticio de la novela de Mario Puzo El padrino, apareciendo también en la primera y segunda de las tres películas que se hicieron inspiradas en la novela.
En la película El padrino (1972), Willi Cicci es un soldado de los Corleone, dirigido por Peter Clemenza y buscado por ello. Es un asesino que participó en los asesinatos de los líderes de las cuatro familias rivales. Mata a Ottilio Cuneo, jefe de la familia Cuneo y después lleva a Salvatore Tessio a su inevitable muerte.
En el El padrino II, Willi Cicci se convierte en el hombre de confianza del mafioso Frank Pentangeli, después de la muerte de Peter Clemenza, Cicci es herido en el intento de asesinato de su jefe y posteriormente arrestado. Es uno de los principales testigos en contra de Michael Corleone en la investigación que el Senado llevaba a cabo para descubrir a la Cosa Nostra, esa es su última aparición en la saga.
Tendría una mayor participación en El padrino III pero tras el fallecimiento del actor Joe Spinelli, el personaje fue reemplazado por el de Joey Zasa (interpretado por Joe Mantegna).